# Maria Isabella de Württemberg

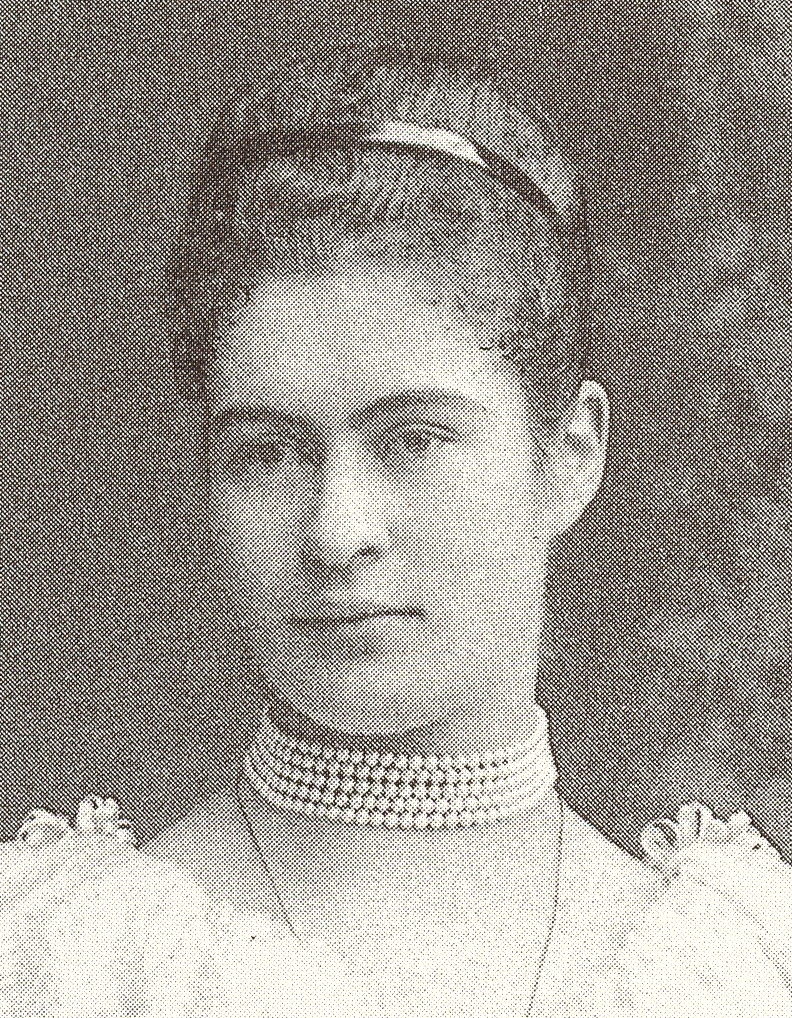
Ducesa Maria Isabella de Württemberg

Ducesa Maria Isabella Philippine Theresia Mathilde Josephine de Württemberg (germană Maria Isabella Philippine Theresia Mathilde Josephine, Herzogin von Württemberg) (30 august 1871 – 24 mai 1904) a fost membră a Casei de Württemberg și ducesă de Württemberg prin naștere. Prin căsătoria cu Prințul Johann Georg al Saxoniei a devenit membră a Casei de Wettin și prințesă a Saxoniei.

## Biografie
Maria Isabella a fost al treilea copil și fiica cea mică a Ducelui Filip de Württemberg și a soției acestuia, Arhiducesa Maria Theresa de Austria.
La 5 aprilie 1894, la Stuttgart, Maria Isabella s-a căsătorit cu Prințul Johann Georg al Saxoniei, al doilea fiu al regelui George al Saxoniei și a soției acestuia, Infanta Maria Anna a Portugaliei. Maria Isabella și Johann Georg nu au avut copii.
A murit la 24 mai 1904 la vârsta de 32 de ani, la Dresda. Soțul ei s-a recăsătorit în 1908 cu Maria Immaculata de Bourbon-Două Sicilii.